# جيمس ك. فريمان
جيمس ك. فريمان (بالإنجليزية: James C. Freeman)‏ هو سياسي أمريكي، ولد في 1 أبريل 1819 في الولايات المتحدة، وتوفي في 3 سبتمبر 1885 في أتلانتا في الولايات المتحدة. حزبياً، نشط في الحزب الجمهوري. وقد انتخب عضو مجلس النواب الأمريكي.